# 三國站 (單曲)
《三國站》，日本女性創作歌手aiko的第17張單曲。2005年2月16日發行。

## 簡介
前作《花風》約5個月之後發行，是第6張錄音室專輯《夢中的筆直道路》的先行單曲。
aiko唯一一張所有歌曲由不同的音樂製作人負責編曲的單曲。
「三國站」是指位於大阪府大阪市淀川區的三國站，是阪急電鐵寶塚本線的其中一個車站。aiko學生時代經常在車站及附近遊玩，三國站對於aiko來說是青春記憶的象徵。
發售前夕，大阪府的三國站站內貼滿大約100張的唱片宣傳海報表達對aiko的支持，吸引了許多歌迷和遊人特意到車站觀看和拍照留念，還發生過海報被盜事件。車站附近的商店街「Santiful三國」乃至電車上也同樣貼了許多宣傳海報。商店街的CD店表示，發售當週，aiko的《三國站》大幅拋離其它單曲，成為店內的銷售冠軍，也是店內史上銷量最高的單曲。
《三國站》在2003年的巡迴演唱會「Love Like Rock vol.2」首次披露，引起很大的迴響，兩年後決定CD單曲化。
音樂錄像帶由著名電視劇導演中江功執導。不是在大阪取景，而是在茨城縣立取手松陽高等學校和神奈川縣立三崎高等學校拍攝。MV內容講述畢業典禮上，一個女孩焦急地想把握最後一次機會向心儀的男孩表白，aiko也在MV中現身動情歌唱；最後這份以為是青澀的單戀以來了微笑的結局。

## 收錄曲目
1. 三國站（三国駅）
作詞、作曲：AIKO；編曲：吉俣良
2. 蜂蜜
作詞、作曲：AIKO；編曲：島田昌典
3. 小鳥公園（小鳥公園）
作詞、作曲：AIKO；編曲：根岸孝旨
4. 三國站（insturumental）

## 外部連結
- 唱片介紹